# 纪可光
纪可光（1955年3月—），籍貫黑龙江哈尔滨，父親是東北人，母親、岳母是廣州人。曾任广州市政协副秘书、广州市政协提案委副主任、廣州市政协提案委主任、广州市羽毛球协会第九届委员会名誉副主席。
2010年7月5日，时任廣州市政協提案委副主任的他正式向广州市人民政府提交《關於進一步加強亞運會軟環境建設的建議》，當中包括將廣州電視台的綜合頻道或新聞頻道改為主要使用普通話廣播，或是在兩者的主時段使用普通話廣播，隨即引起廣州市各界的強烈反對及批評，认为他是反骨仔（粤语俗称，也就是叛徒的意思。），因此而激起2010年广州撑粤语行动。
2011年2月23日，纪可光在廣州市政协常委会上被提升为市政协提案委主任。